# أحمد المقابي
أحمد جاسم المقابي (ولد في 26 أكتوبر 1994) هو لاعب كرة يد بحريني يلعب سعودي لصالح نادي مضر السعودي ومنتخب البحرين لكرة اليد.
شارك في بطولة العالم لكرة اليد للرجال 2017 حيث ساهم في احتلال منتخب البحرين المركز الثالث والعشرون.